# Flotila Pola
Flotila Pola bila je formacija Carske njemačke ratne mornarice ustrojena radi provođenja podmorničke kampanje protiv Antantinog brodovlja na Sredozemlju tijekom Prvoga svjetskog rata kao potpora njemačkoj saveznici Carevini Austro-Ugarskoj. Unatoč svojemu imenu Deutsches U-Halbflotille Pola (njem. Podmornička poluflotila Pula), djelovala je uglavnom iz udaljene baze u Kotoru na ulazu u Jadran.

## Zapovjedni časnici
| Datum | Zapovjednik                                            | Titula                                              |
| ----- | ------------------------------------------------------ | --------------------------------------------------- |
| 1915. | K/L Adam K/L Kophamel                                  | (Chef) zapovjedni časnik (zč) zapovjednik flotile   |
| 1916. | KK Kophamel                                            | (Chef) zč                                           |
| 1917. | KzS Theodor Püllen                                     | vođa Mediterana / zč Pola (združeno zapovjedništvo) |
| 1918. | KzS Kurt Graßhoff KK Otto Schultze KK Rudolf Ackermann | vođa Mediterana zč I. U-flotile zč II. U-flotile    |